# Julián Bartolo
Julián Bartolo (Quilmes, Buenos Aires, Argentina; 15 de abril de 1996) es un futbolista argentino que se desempeña como extremo izquierdo y su club actual es el Asteras Trípoli Football Club, de la Superliga de Grecia.

## Trayectoria

### Inicios
Bartolo surgió de las inferiores de Lanús, equipo con el que disputó la Copa Libertadores Sub-20 de 2016 en Paraguay. 
El 6 de septiembre de 2017, Bartolo deja el club en el cual había pasado toda su carrera, y se une a San Miguel de la Primera B Metropolitana, haciendo su debut profesional el 26 de septiembre, en la victoria por 2 a 0 frente Villa San Carlos, en el partido correspondiente a la primera fecha del Campeonato de Primera B 2017-18. Esa temporada jugó un total de 19 partidos con El Verde y marcó un gol, el 5 de diciembre, en la victoria 2 a 0 contra Fénix.
En julio de 2018, Bartolo se unió a Guillermo Brown de la Primera B Nacional, donde jugó un total de 15 partidos y no convirtió goles.

### Volos NFC

#### Temporada 2020-21
El 7 de agosto de 2020, tras una temporada en Acassuso, donde convirtió 7 goles y repartió 4 asistencias en 23 partidos, Bartolo fichó por el Volos NFC de la Superliga de Grecia, siendo esta su primera experiencia en el exterior. Marcó su primer gol el 24 de octubre, en el empate 1 a 1 frente Panathinaikos. El 30 de noviembre, Bartolo marcó en el empate 3 a 3 contra Apollon Smyrnis, partido donde su equipo perdía por tres goles al comienzo de la segundo tiempo, y donde el mediocampista argentino marcó el segundo y asistió en el empate, a su compatriota Rodrigo Colombo.

#### Temporada 2021-22
En los dos primeros partidos de la temporada 2021-22, Bartolo marcó goles en las victorias contra Lamia y Apollon Smyrnis, en lo que fue un comienzo perfecto que colocó a su equipo en la cima de la clasificación. El 17 de octubre de 2021, Bartolo marcó un gol y asistió a Tom van Weert en el empate 4 a 4 contra el PAOK, partido de que su equipo perdía por tres goles de diferencia.
Su carrera en Volos culminó con 8 goles anotados y 9 asistencias repartidas, en 66 partidos disputados.

### Asteras Trípoli
El 1 de julio de 2022, Bartolo firmó un contrato de tres años con Asteras Trípoli, también de la máxima categoría griega.
Luego de una temporada debut difícil, donde solo anotó 2 goles en 23 partidos disputados, comenzó la temporada 2023-24 anotando goles en partidos consecutivos, en las victorias por 3 a 0 ante el OFI y por 3 a 2 contra el Aris Salónica, y dando una asistencia en la victoria como visitante sobre el Volos.

## Estadísticas

### Clubes
Actualizado hasta su último partido disputado el 10 de mayo de 2025.
| Club                                 | Div.          | Temporada     | Liga  | Liga  | Liga   | Copas nacionales | Copas nacionales | Copas nacionales | Torneos internacionales | Torneos internacionales | Torneos internacionales | Total | Total | Total  |
| Club                                 | Div.          | Temporada     | Part. | Goles | Asist. | Part.            | Goles            | Asist.           | Part.                   | Goles                   | Asist.                  | Part. | Goles | Asist. |
| ------------------------------------ | ------------- | ------------- | ----- | ----- | ------ | ---------------- | ---------------- | ---------------- | ----------------------- | ----------------------- | ----------------------- | ----- | ----- | ------ |
| C. A. San Miguel Argentina           | 3.ª           | 2017-18       | 19    | 1     | 0      | —                | —                | —                | —                       | —                       | —                       | 19    | 1     | 0      |
| C. A. San Miguel Argentina           | Total club    | Total club    | 19    | 1     | 0      | 0                | 0                | 0                | 0                       | 0                       | 0                       | 19    | 1     | 0      |
| C. S. y A. Guillermo Brown Argentina | 2.ª           | 2018-19       | 15    | 0     | 0      | —                | —                | —                | —                       | —                       | —                       | 15    | 0     | 0      |
| C. S. y A. Guillermo Brown Argentina | Total club    | Total club    | 15    | 0     | 0      | 1                | 1                | 0                | 0                       | 0                       | 0                       | 15    | 0     | 0      |
| C. A. Acassuso Argentina             | 3.ª           | 2019-20       | 23    | 7     | 4      | —                | —                | —                | —                       | —                       | —                       | 23    | 7     | 4      |
| C. A. Acassuso Argentina             | Total club    | Total club    | 23    | 7     | 4      | 0                | 0                | 0                | 0                       | 0                       | 0                       | 23    | 7     | 4      |
| Volos NFC · Grecia                   | 1.ª           | 2020-21       | 29    | 3     | 5      | 4                | 0                | 0                | —                       | —                       | —                       | 33    | 3     | 5      |
| Volos NFC · Grecia                   | 1.ª           | 2021-22       | 30    | 4     | 3      | 3                | 1                | 1                | —                       | —                       | —                       | 33    | 5     | 4      |
| Volos NFC · Grecia                   | Total club    | Total club    | 59    | 7     | 8      | 7                | 1                | 1                | 0                       | 0                       | 0                       | 66    | 8     | 9      |
| Asteras Trípoli F. C. · Grecia       | 1.ª           | 2022-23       | 22    | 2     | 4      | 1                | 0                | 0                | —                       | —                       | —                       | 23    | 2     | 4      |
| Asteras Trípoli F. C. · Grecia       | 1.ª           | 2023-24       | 27    | 3     | 4      | 2                | 0                | 0                | —                       | —                       | —                       | 29    | 3     | 4      |
| Asteras Trípoli F. C. · Grecia       | 1.ª           | 2024-25       | 28    | 4     | 7      | 6                | 3                | 1                | —                       | —                       | —                       | 34    | 7     | 8      |
| Asteras Trípoli F. C. · Grecia       | Total club    | Total club    | 77    | 9     | 15     | 9                | 3                | 1                | 0                       | 0                       | 0                       | 86    | 12    | 16     |
| Total carrera                        | Total carrera | Total carrera | 193   | 24    | 27     | 16               | 4                | 2                | 0                       | 0                       | 0                       | 209   | 28    | 29     |
| 1.                                   |               |               |       |       |        |                  |                  |                  |                         |                         |                         |       |       |        |